# Abun (lud)
Abun, także: Yenden, Karon, Karon Pantai – lud papuaski z indonezyjskiej części Nowej Gwinei (dystrykt Sausapor).
Posługują się językiem abun, który uchodzi za izolat, o niepotwierdzonym pokrewieństwie z innymi językami. W użyciu jest także język indonezyjski, aczkolwiek w ograniczonym zakresie. W większości przyjęli katolicyzm, ale zachowują elementy wierzeń tradycyjnych (kult duchów).
Rodzima nazwa ludu Abun to „Yenden”, niemniej określenie to jest nieznane innym społecznościom. Na zachodnim krańcu tej grupy występuje określenie „Yembun” (lub Yimbun). Mianem „abun” określa się miejscowy język. Często spotykana nazwa „Karon Pantai” (lub Karon) pochodzi z języka biak i ma charakter pejoratywny. Dodatkowo termin „Karon” odnosi się też do ludu Karon Dori. Nazwę „Abun” jako określenie grupy etnicznej zaczęto popularyzować w latach 80. XX w., w związku z działalnością misjonarzy. Inne określenia to „Manif” (używane przez lud Mare) i „Madik” (używane przez lud Moi).
Zajmują się wyrabianiem sago, a także łowiectwem i rybołówstwem. Duże znaczenie przypisują tkaninie kain timur i wyrobom ceramicznym, które stanowią symbol statusu społecznego. Do II poł. XX w. region w dużej mierze opierał się wpływom zewnętrznym.
Organizacja społeczna opiera się na patrylinearnym systemie pokrewieństwa.